# 松本淳
松本 淳（まつもと じゅん）は、日本の男性アニメーター、アニメーション演出家、アニメーション監督。
船越英一郎と同世代。

## 参加作品

### テレビアニメ
1990年
- キャッ党忍伝てやんでえ（絵コンテ・演出）

1997年
- 少女革命ウテナ（絵コンテ・原画）
- はれときどきぶた（1997年 - 1998年、絵コンテ・演出）

1998年
- 魔法のステージファンシーララ（絵コンテ）
- アリスSOS（1998年 - 1999年、絵コンテ）

1999年
- パワーストーン（絵コンテ・演出）

2000年
- OH!スーパーミルクチャン（絵コンテ・演出）

2001年
- シスター・プリンセス（絵コンテ）

2002年
- 攻殻機動隊 STAND ALONE COMPLEX（絵コンテ・演出）

2004年
- 攻殻機動隊 S.A.C. 2nd GIG（絵コンテ・演出）
- 学園アリス（2004年 - 2005年、絵コンテ・演出）

2005年
- BLOOD+（2005年 - 2006年、演出チーフ・絵コンテ）

2007年
- おおきく振りかぶって（絵コンテ・演出）

2008年
- PERSONA-trinity soul-（監督）

2010年
- 閃光のナイトレイド（監督）

2011年
- 輪るピングドラム（絵コンテ）

2012年
- 戦国コレクション（絵コンテ）

2013年
- 新世界より（絵コンテ）
- BROTHERS CONFLICT（監督）

2015年
- Dance with Devils（絵コンテ）
- すべてがFになる THE PERFECT INSIDER（絵コンテ）

2016年
- デュラララ!!×2 結（絵コンテ）
- 91Days（絵コンテ）

2021年
- 擾乱 THE PRINCESS OF SNOW AND BLOOD（絵コンテ）

2023年
- 川越ボーイズ・シング（監督・絵コンテ・演出）

### 劇場アニメ
1993年
- 遠い海から来たCOO（作画監督補佐・原画）

1997年
- ヘルメス　愛は風のごとく（船舶デザイン・原画）

1999年
- デジモンアドベンチャー（原画）

2000年
- BLOOD THE LAST VAMPIRE（メカニックデザイン）
- デジモンアドベンチャー02　前編・デジモンハリケーン上陸!!／後編・超絶進化!!黄金のデジメンタル（作画監督補佐）

2001年
- デジモンアドベンチャー02　ディアボロモンの逆襲（原画）

2018年
- 劇場版Infini-T Force/ガッチャマン さらば友よ（監督）

2022年
- 僕が愛したすべての君へ（監督）

### OVA
1996年
- 紺碧の艦隊（メカ作画監督）

1999年
- るろうに剣心 -明治剣客浪漫譚- 追憶編（演出）

### Webアニメ
2014年
- 時季は巡る 〜TOKYO STATION〜（監督）